# Bryaninops amplus
Bryaninops amplus és una espècie de peix de la família dels gòbids i de l'ordre dels perciformes.

## Morfologia
Els mascles poden assolir els 4,6 cm de longitud total.

## Distribució geogràfica
Es troba des de KwaZulu-Natal (Sud-àfrica) i Madagascar fins a les Hawaii, el sud del Japó i el sud de la Gran Barrera de Corall.